# سوزان برايس (لغوية)
سوزان برايس (بالإنجليزية: Susan Price)‏ هي لغوية بريطانية، ولدت في 1956.